# Jelonek (Gniezno)
Pour les articles homonymes, voir Jelonek.
Jelonek (prononciation : [jɛˈlɔnɛk]) est un village polonais de la gmina de Niechanowo dans le powiat de Gniezno de la voïvodie de Grande-Pologne dans le centre-ouest de la Pologne.

## Histoire
De 1975 à 1998, le village faisait partie du territoire de la voïvodie de Poznań.

Depuis 1999, Jelonek est situé dans la voïvodie de Grande-Pologne.